# Joaquín Chapaprieta Torregrosa
Joaquín Chapaprieta i Torregrosa (Torrevella, 26 d'octubre de 1871 - Madrid, 14 d'octubre de 1951) va ser un advocat i polític valencià, ministre en diverses ocasions i president del Consell de Ministres de la II República Espanyola el 1935.
El seu pare, Vicente Chapapría Fortepiani, d'origen genovés, tenia negocis d'importació de fustes, que transportava en els seus propis vaixells i comercialitzava a Torrevella i Alacant. Va cursar els seus estudis de Batxillerat en el Seminari d'Oriola, i els de Dret a Madrid i Bolonya. Exercint en un bufet de gran categoria, com els de Francisco López Puigcerver i Santiago Alba Bonifaz, especialitzant-se en temes contenciós-administratius, va assolir gran renom en algunes causes sonades, com la derivada d'un accident ferroviari, i es va especialitzar en dret financer.
Fou diputat provincial (1898), diputat a Corts amb Sagasta (eleccions generals espanyoles de 1901), i més endavant Senador per La Corunya i Valladolid, dirigint posteriorment l'esquerra liberal. El 1903 va ser Director General de Propietats i després Director General d'Administració. El 1915, Sotssecretari de Gràcia i Justícia; a l'any següent, d'Hisenda, i ja el 1922, Ministre de Treball. Va tenir el seu més destacada activitat política i hisendística durant la II República.
Diputat el 1933, des del 6 de maig de 1935 va ser Ministre d'Hisenda amb Alejandro Lerroux. Va continuar sent-ho el 25 de setembre, quan va ocupar la presidència del Consell de Ministres (cap del govern) amb el suport de la CEDA i els agraris. Va aconseguir augmentar la cotització del deute estatal, però els escàndols de corrupció dels radicals (afer Nombela, estraperlo) van fer caure el seu govern. Finalment, en el gabinet de Manuel Portela Valladares va ocupar la cartera d'Hisenda, fins al 30 de desembre, que va dimitir. A les eleccions de febrer de 1936 es va presentar pel partit Republicà Independent d'Alacant, però després de l'esclat de la Guerra Civil es va retirar de la política.

## Obres
- La paz fue posible: memorias de un politico. Prologo de J. Chapaprieta Otsein. Estudi preliminar de Carlos Seco Serrano. Barcelona. Editorial Ariel, 1972.